# Ettore Passerin d'Entrèves
Ettore Passerin d'Entrèves (Torino, 26 dicembre 1914 – Aosta, 2 marzo 1990) è stato uno storico e partigiano italiano.

## Biografia
Laureatosi nel 1936 all'Università degli Studi di Torino con Gioele Solari, partecipò alla Resistenza in Val d'Aosta, entrando poi nel CLN regionale presieduto da Federico Chabod. Dopo la Liberazione insegnò discipline storiche all'Università di Pisa, all'Università Cattolica di Milano e infine all'Università di Torino. I suoi studi si concentrarono prevalentemente sulle vicende ideali e politiche del Settecento e Ottocento italiano ed europeo.

## Opere principali
- La giovinezza di Cesare Balbo, Firenze, Le Monnier, 1940
- L'ultima battaglia politica di Cavour: i problemi dell'unificazione italiana, Torino, ILTE, 1956
- La Rivoluzione francese. Torino, ERI, 1958
- Guerra e riforme: la Prussia e il problema nazionale tedesco prima del 1848, Bologna, Il mulino, 1985
- La formazione dello Stato unitario, Roma, Istituto per la storia del Risorgimento italiano, 1993
- Religione e politica nell'Ottocento europeo, Roma, Istituto per la storia del Risorgimento italiano, 1993
- La Toscana civile: lotte politiche e correnti culturali tra Sette e Ottocento, Pisa,  Domus Mazziniana, 1994